# Gerrhopilus
Gerrhopilus är ett släkte av ormar som beskrevs 1843 av Leopold Fitzinger. Det listades ursprungligen i familjen maskormar (Typhlopidae) och flyttades 2010 till en egen familj med det vetenskapliga namnet Gerrhopilidae.
Släktets arter kännetecknas av körtelliknande strukturer på huvudets fjäll. Dessa strukturer förekommer främst på strupen och sällan kring näsan eller kring ögonen. Dessutom har några fjäll på huvudet en annan konstruktion jämförd med motsvarande fjäll hos maskormar. Arterna förekommer från Indien över Sydostasien till Nya Guinea och kanske på Mauritius. De är mindre än 75 cm långa och äter myror, termiter och deras larver. Hos släktmedlemmar med känt levnadssätt lägger honor ägg.
I släktet listas 15 till 17 arter:
- Gerrhopilus andamanensis (Stoliczka, 1871)
- Gerrhopilus ater (Schlegel, 1839) (Typart)
- Gerrhopilus beddomii (Boulenger, 1890)
- Gerrhopilus bisubocularis (Boettger, 1893)
- Gerrhopilus ceylonicus (Smith, 1943)
- Gerrhopilus depressiceps (Sternfeld, 1913)
- Gerrhopilus floweri (Boulenger, 1899)
- Gerrhopilus fredparkeri (Wallach, 1996)
- Gerrhopilus hades (Kraus, 2005)
- Gerrhopilus hedraeus (Savage, 1950)
- Gerrhopilus inornatus (Boulenger, 1888)
- Gerrhopilus mcdowelli (Wallach, 1996)
- Gerrhopilus mirus (Jan, 1860)
- Gerrhopilus oligolepis (Wall, 1909)
- Gerrhopilus tindalli (Smith, 1943)